# Кутежево
Кутежево (словен. Kuteževo) — поселення в общині Ілірська Бистриця, Регіон Нотрансько-крашка, Словенія. Висота над рівнем моря: 466,6 м.